# Religia w Kenii

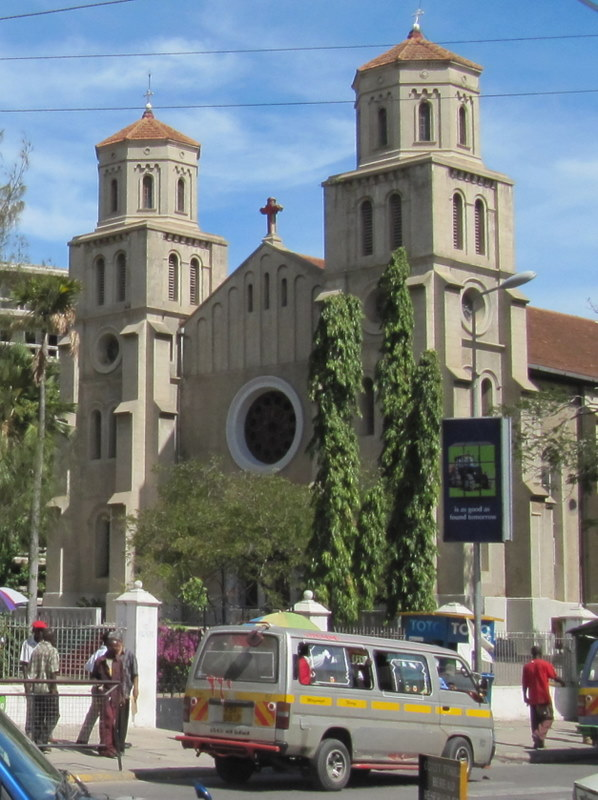
Kościół rzymskokatolicki w Mombasie

Dominującą religią w Kenii jest chrześcijaństwo wyznawane przez ponad 85% ludności. Drugą pod względem liczebności wyznawców religią jest islam, wyznawany przez 10,9% ludności kraju. Inne zauważalne religie w Kenii to tradycyjne religie plemienne, bahaizm i hinduizm.
Konstytucja oraz inne prawa zabraniają dyskryminacji religijnej i chronią wolność religijną, w tym wolność praktykowania jakiejkolwiek religii, nauczanie, oraz debatowanie na tematy religijne. Zgodnie z prawem nowe grupy religijne, instytucje lub miejsca kultu mają obowiązek zarejestrować się w Rejestrze Stowarzyszeń, który podlega Prokuraturze Generalnej.

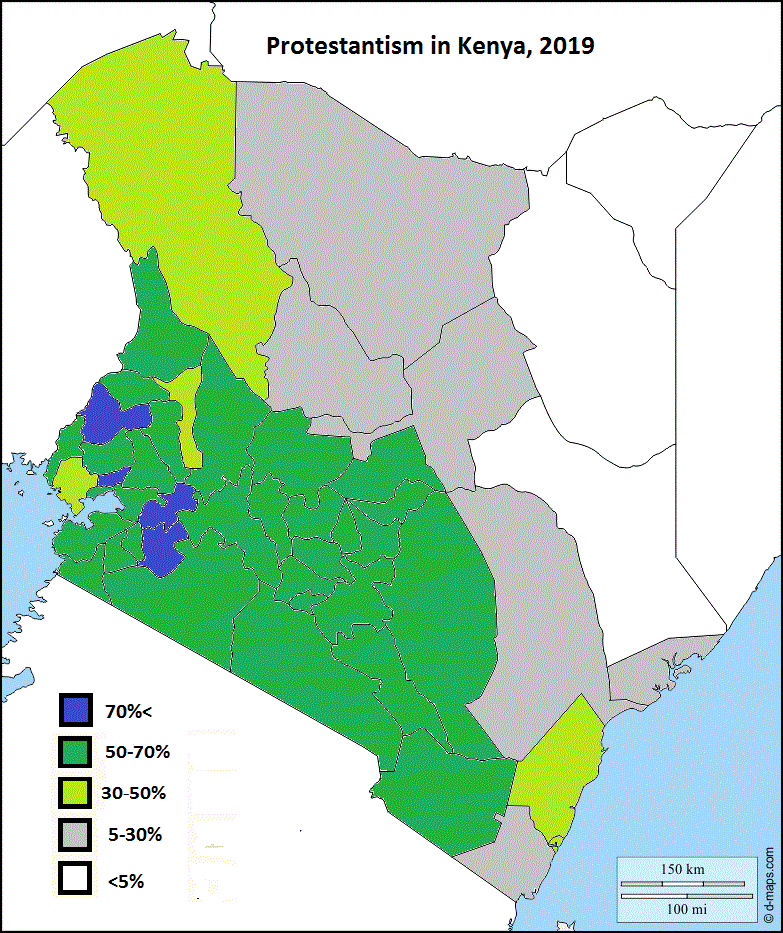
Protestantyzm jest dominującym kierunkiem religijnym w kraju. Rozmieszczenie protestantyzmu w 2019 roku według hrabstw.

## Chrześcijaństwo

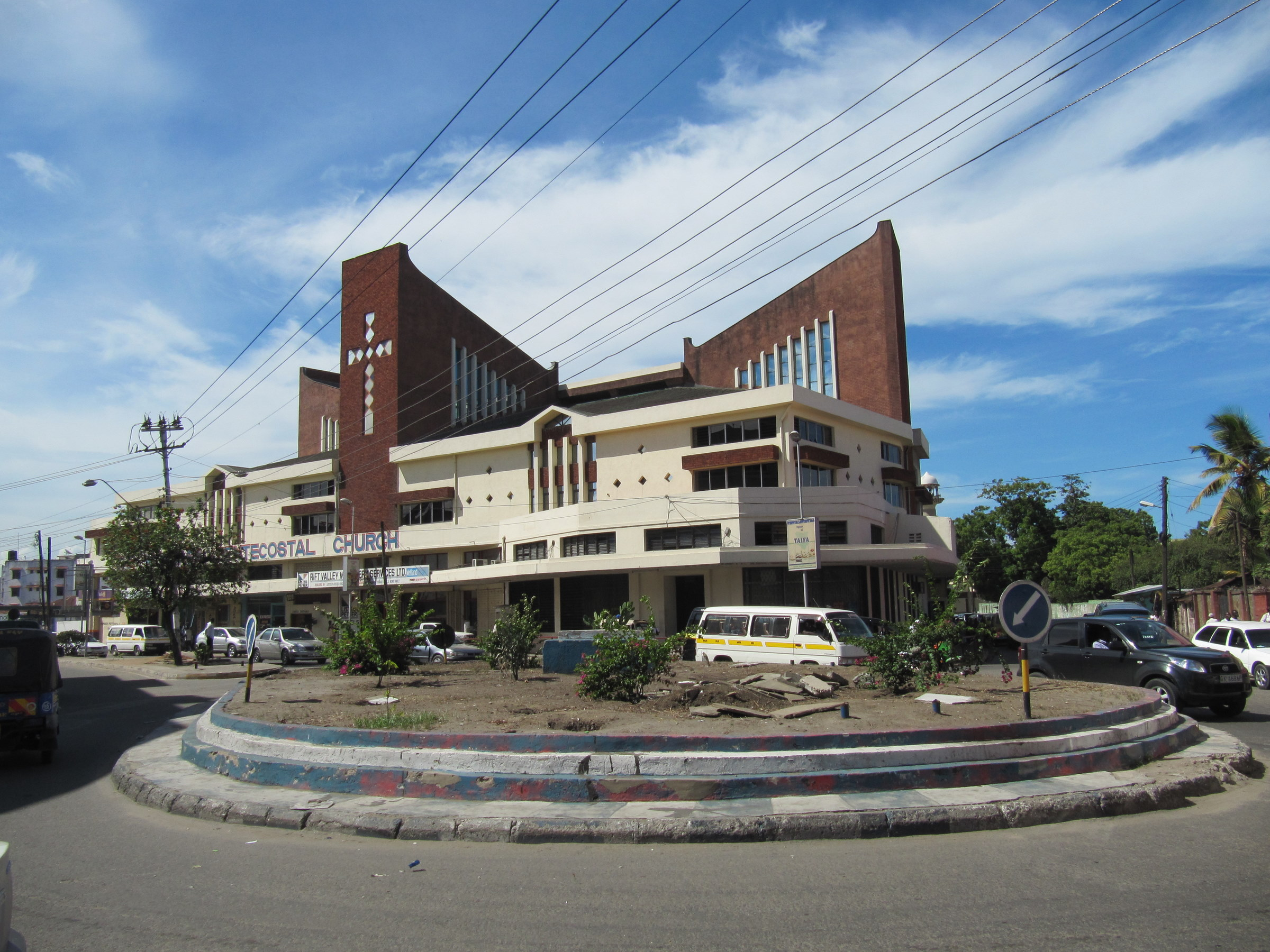
Kościół zielonoświątkowy w Mombasie

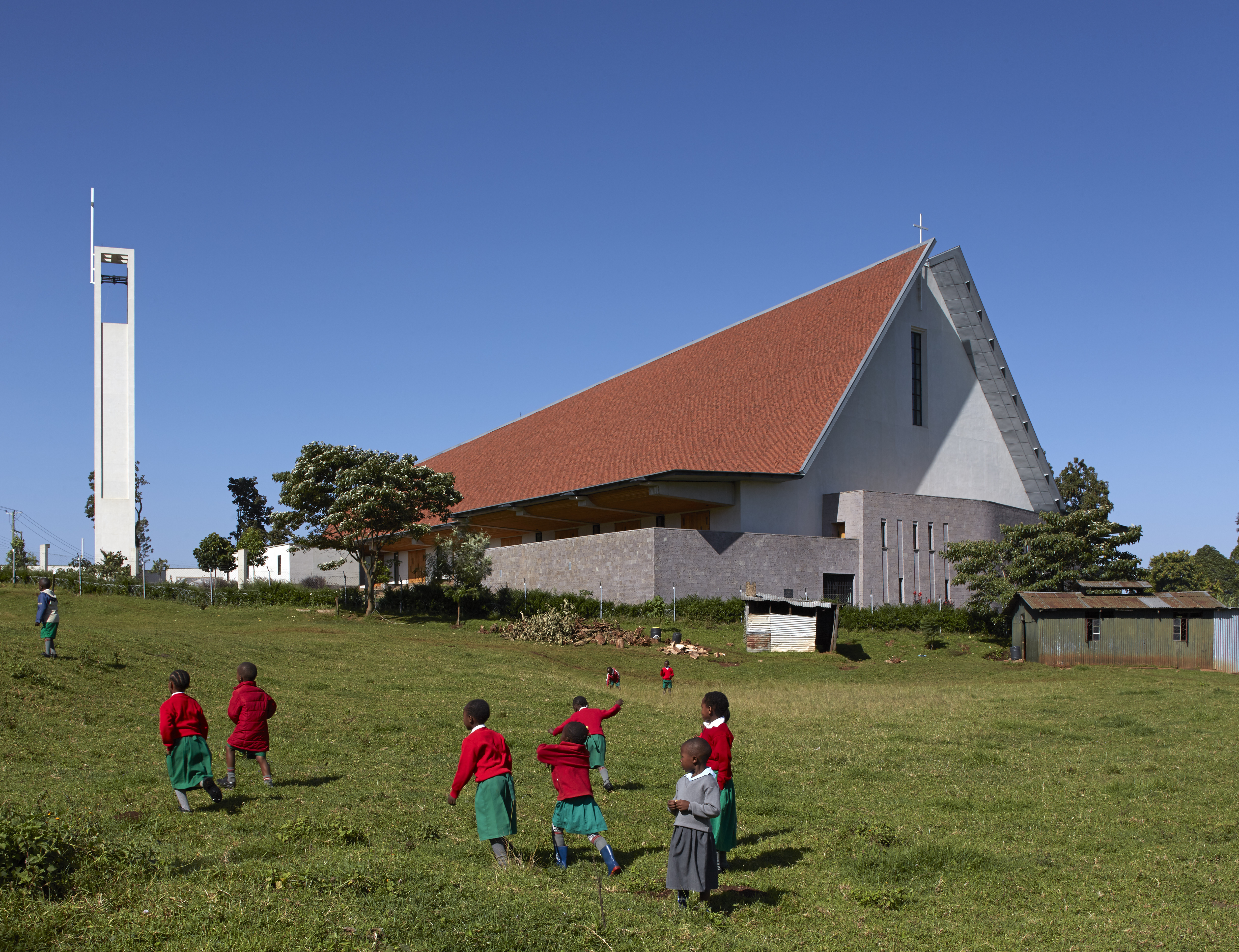
Katolicka Katedra Najświętszego Serca w Kericho

Chrześcijaństwo po raz pierwszy dotarło do Kenii w XV wieku przez Portugalczyków i szybko się rozprzestrzeniło w XIX wieku przez kolonistów. Według Krajowego Biura Statystycznego Kenii (KNBS), w kraju zarejestrowanych jest ponad 4 tysiące kościołów. W lipcu 2022 rząd wprowadził restrykcyjne przepisy dotyczące rejestracji nowych kościołów.
Zgodnie ze Spisem Powszechnym z 2019 roku protestantyzm wyznaje 53,8% populacji, wliczając rodzime kościoły afrykańskie odsetek ten może sięgać ponad 60%. Największym wyznaniem tego nurtu chrześcijaństwa jest ruch zielonoświątkowy. Według badania z 2006 roku 33% populacji Kenii to zielonoświątkowcy, co sprawia, że Kenia jest jednym z najbardziej zielonoświątkowych krajów w Afryce i na świecie. Pozostali to głównie: anglikanie, członkowie Niezależnego Kościoła Afrykańskiego (AIC), prezbiterianie, adwentyści dnia siódmego, metodyści i baptyści. Wybrany w 2022 roku prezydent kraju – William Ruto, jest ewangelicznym i silnie konserwatywnym protestantem.
Kościół katolicki zrzesza blisko 10 mln wiernych (20,6% populacji), najwięcej ponad 1 mln osób w Nairobi. Do hrabstw z najwyższym odsetkiem katolików należą: Samburu (57,3%), Elgeyo-Marakwet (51,1%), Turkana (44,1%), Machakos (35,4%) i Kisii (34,1%). W Kenii funkcjonuje także Afrykański Kościół Prawosławny do którego należy ponad 200 tys. mieszkańców (0,4% ludności).
Od 2011 roku nasiliły się ataki fundamentalistów islamskich pochodzących z Somalii, którzy palą i dewastują kościoły chrześcijańskie. W dniu 2 kwietnia 2015 miał miejsce największy z ataków terrorystów z fundamentalistycznej islamskiej grupy al-Szabab na uniwersytecie w mieście Garissa. Zginęło 148 osób i co najmniej 79 było rannych. Wszyscy sprawcy ataku zostali zabici w szturmie kenijskich sił bezpieczeństwa.

## Islam

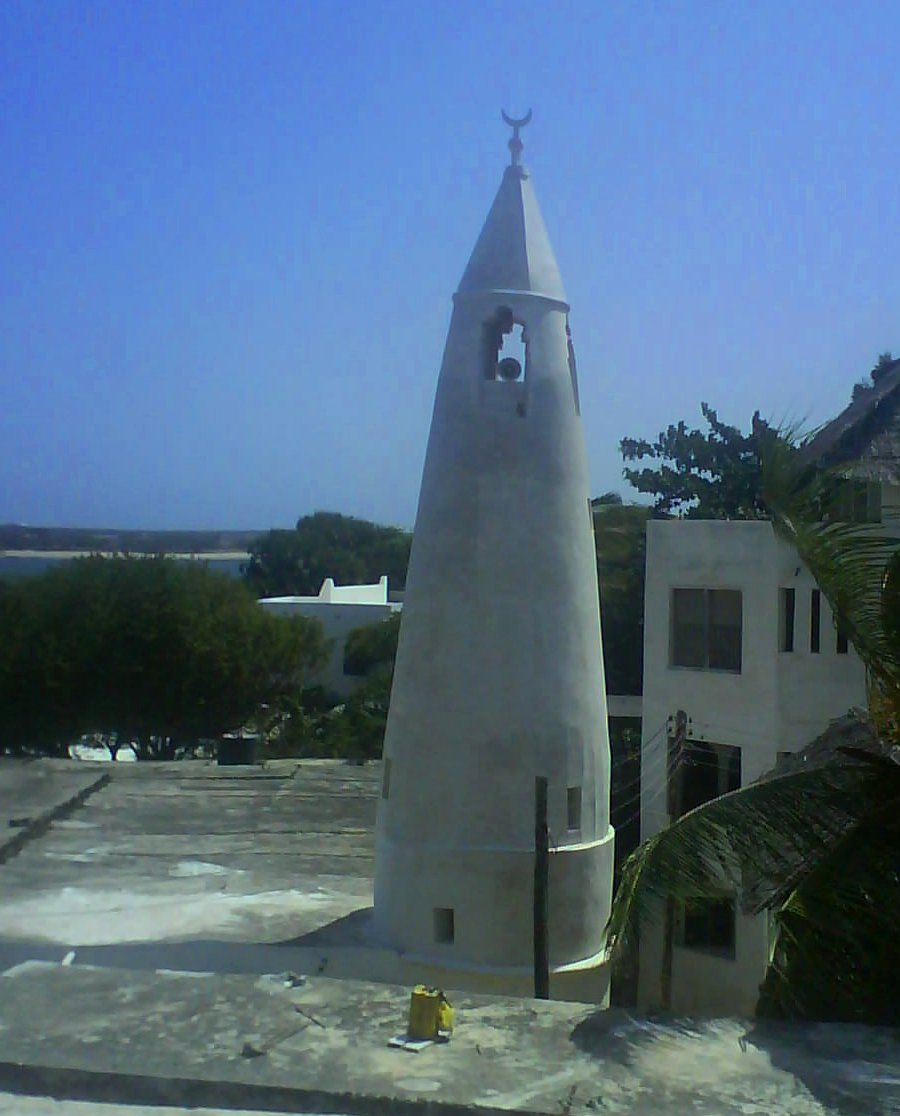
Meczet na wyspie Lamu

Islam jest uważany za największą religię w Kenii po chrześcijaństwie i wyznaje go 11% ludności. Wyznawcy to zarówno sunnici, jak i szyici. Największa liczba muzułmanów w Kenii znajduje się w Mombasie i sąsiednich regionach przybrzeżnych, a także w północno-wschodniej części Kenii. Wiele meczetów znajduje się również w stolicy kraju Nairobi (najstarszy meczet w Kenii to meczet Kongo).
Według raportu z 2019 roku w obozach dla uchodźców Dadaab jest ok. 217 tys. uchodźców i osób ubiegających się o azyl, w większości etnicznych somalijskich muzułmanów.

## Tradycyjne religie afrykańskie

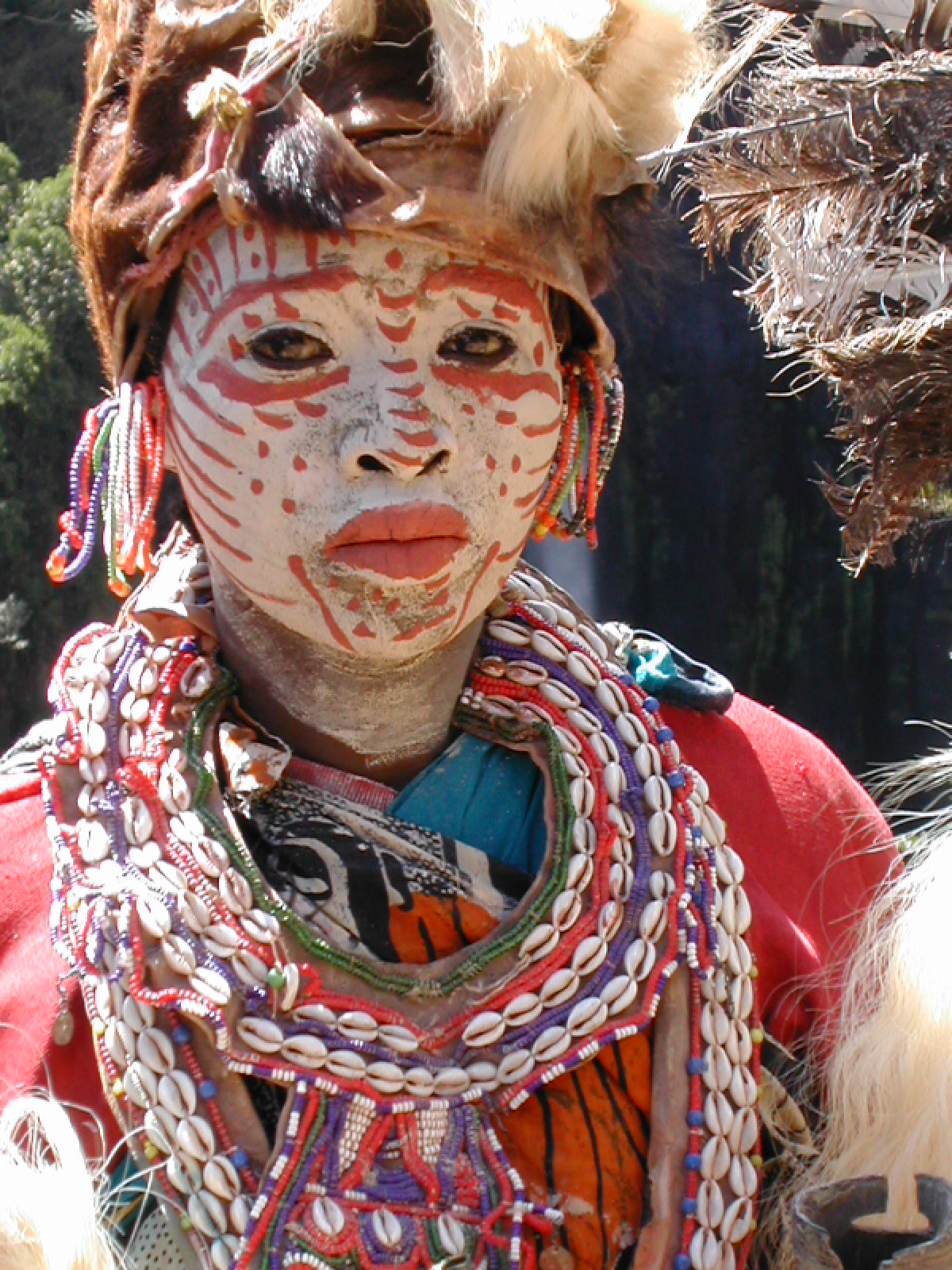
Kobieta z plemienia Kikuju

Zanim chrześcijaństwo zdominowało kraj, w Kenii dominowały kulty i rytuały afrykańskie, to zmieniło się znacząco w XIX wieku. Uważa się, że 8,5% ludności kontynuuje wierzenia przodków. Uważają, że Bóg powszechnie objawia się w słońcu, księżycu, w górach, gwiazdach i drzewach (szczególnie w drzewie figowym). Społeczność Kikuju wierzyli, że ich Bóg „Ngai” mieszkał na pokrytym śniegiem szczycie Mount Kenia.

## Bahaizm
Bahaizm obecny jest w Kenii od 1945 roku i do tej pory osiągnął liczbę 400 tysięcy wyznawców, co stanowi 1% ludności Kenii. W 1990 roku bahaiści wzięli udział w wielkim projekcie krajowym, który obejmował szczepienia zdrowotne, utrzymanie czystości toalet i rozbudowy źródeł wody pitnej.

## Hinduizm

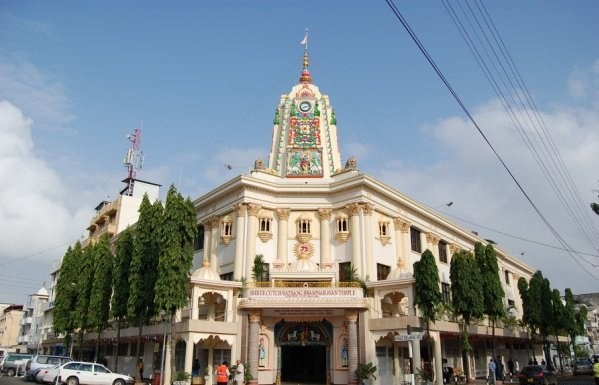
Świątynia hinduistyczna w Mombasie

Hinduizm trafił do Kenii z nadmorskich szlaków handlowych między Indiami i nadbrzeżnymi koloniami Afryki Wschodniej. Wielu ludzi z subkontynentu indyjskiego osiedliło się w Nairobi i Mombasie. Zarówno Nairobi i Mombasa mają wiele świątyń hinduistycznych. Hinduizm wyznaje ok. 60 tysięcy ludności.

## Bez religii
Według spisu powszechnego z 2009 roku 922 128 osób (2,4% całej populacji kraju) określiło się jako „niereligijni”, do 2019 roku liczba niewierzących zmalała do 755 750 (1,6% populacji). Dodatkowo 80 tys. osób nie potrafiło się określić. W Kenii ateiści są stygmatyzowani. Według badań Instytutu Gallupa z 2012 88% Kenijczyków określiło się jako religijni, 9% jako niereligijni, a 2% jako „przekonani ateiści”.

## Statystyki
Największe grupy i stowarzyszenia religijne w 2010 roku według książki Operation World:
| Religie/kościoły                                     | Liczba wiernych | Procent ludności |
| ---------------------------------------------------- | --------------- | ---------------- |
| Kościół katolicki                                    | 8,8 mln         | 21,54%           |
| Kościół Anglikański Kenii                            | 3,62 mln        | 8,86%            |
| Islam                                                | 3 399 289       | 8,3%             |
| Religie etniczne                                     | 2 946 215       | 7,2%             |
| Niezależny Kościół Afrykański                        | 2,4 mln         | 5,87%            |
| Kościół Prezbiteriański Wschodniej Afryki (PCEA)     | 2,15 mln        | 5,26%            |
| Niezależny Afrykański Kościół Zielonoświątkowy       | 1,45 mln        | 3,55%            |
| Kościół Adwentystów Dnia Siódmego                    | 1,3 mln         | 3,18%            |
| Kościół Nowoapostolski                               | 1,28 mln        | 3,13%            |
| Konwencja Baptystyczna Kenii                         | 1,15 mln        | 2,81%            |
| Zielonoświątkowe Zbory Boże w Kenii                  | 1,15 mln        | 2,81%            |
| Kościół Metodystyczny w Kenii                        | 1,05 mln        | 2,57%            |
| Zbory Zielonoświątkowe                               | 960 tys.        | 2,35%            |
| Kościół Episkopalny Afryki                           | 612 tys.        | 1,5%             |
| Kościół Pełnej Ewangelii w Kenii                     | 550 tys.        | 1,35%            |
| Afrykański Kościół Braci                             | 480 tys.        | 1,17%            |
| Bahaizm                                              | 400 456         | 0,98%            |
| Armia Zbawienia                                      | 356 tys.        | 0,87%            |
| Zielonoświątkowe Stowarzyszenie Ewangeliczne (Elim)  | 350 tys.        | 0,86%            |
| Kościół Chrystusowy w Afryce                         | 340 tys.        | 0,83%            |
| Afrykański Kościół Ewangelii                         | 330 tys.        | 0,81%            |
| Afrykański Kościół Prawosławny                       | 330 tys.        | 0,81%            |
| Wolne Stowarzyszenie Zielonoświątkowe w Kenii (FPFK) | 270 tys.        | 0,66%            |
| African Israel Church Nineveh                        | 245 tys.        | 0,6%             |
| Hinduizm                                             | 167 538         | 0,41%            |
| Sikhowie                                             | 20 431          | 0,05%            |

- W 2012 roku liczbę kwakrów oszacowano na 150 tysięcy[16].
- W 2022 roku Świadkowie Jehowy zgłaszają ok. 29,5 tys. głosicieli[17].
- W 2022 roku mormoni zgłaszają 15,9 tys. członków kościoła i stanowili oni zaledwie 0,03% populacji[18].